# Electro Man
Electro Man es un videojuego VGA de computadora para sistema operativo DOS desarrollado por xLand Games y publicado por Epic Megagames en 1993. Inicialmente fue lanzado en Polonia (y luego en Alemania) sin involucrar a Epic que completaba "Electro Body" con soporte de gráficos CGA, EGA y monitor compuesto. A pesar de que primero se ofreció con licencia shareware, el juego fue lanzado como freeware el 25 de junio de 2006.
El jugador controla a "Jacek" el hombre eléctrico (electro man, muy similar en su diseño a RoboCop) mientras viaja a través de 8 niveles, disparando enemigos, utilizando la teletransportación y actualizando periódicamente su arma principal.

## Recepción
El juego fue posteriormente lanzado como parte del Epic Puzzle Pack (junto con Robbo y Heartlight) que fue revisada por el número 206 de la revista Dragon por Sandy Petersen en su columna "Eye of the Monitor". Petersen le dio una calificación de 3 estrellas de 5.